# William Robinson Leigh
William Robinson Leigh  (23 septembre 1866 – 11 mars 1955) était un peintre et illustrateur américain spécialisé dans la description de l'Ouest américain.

## Biographie

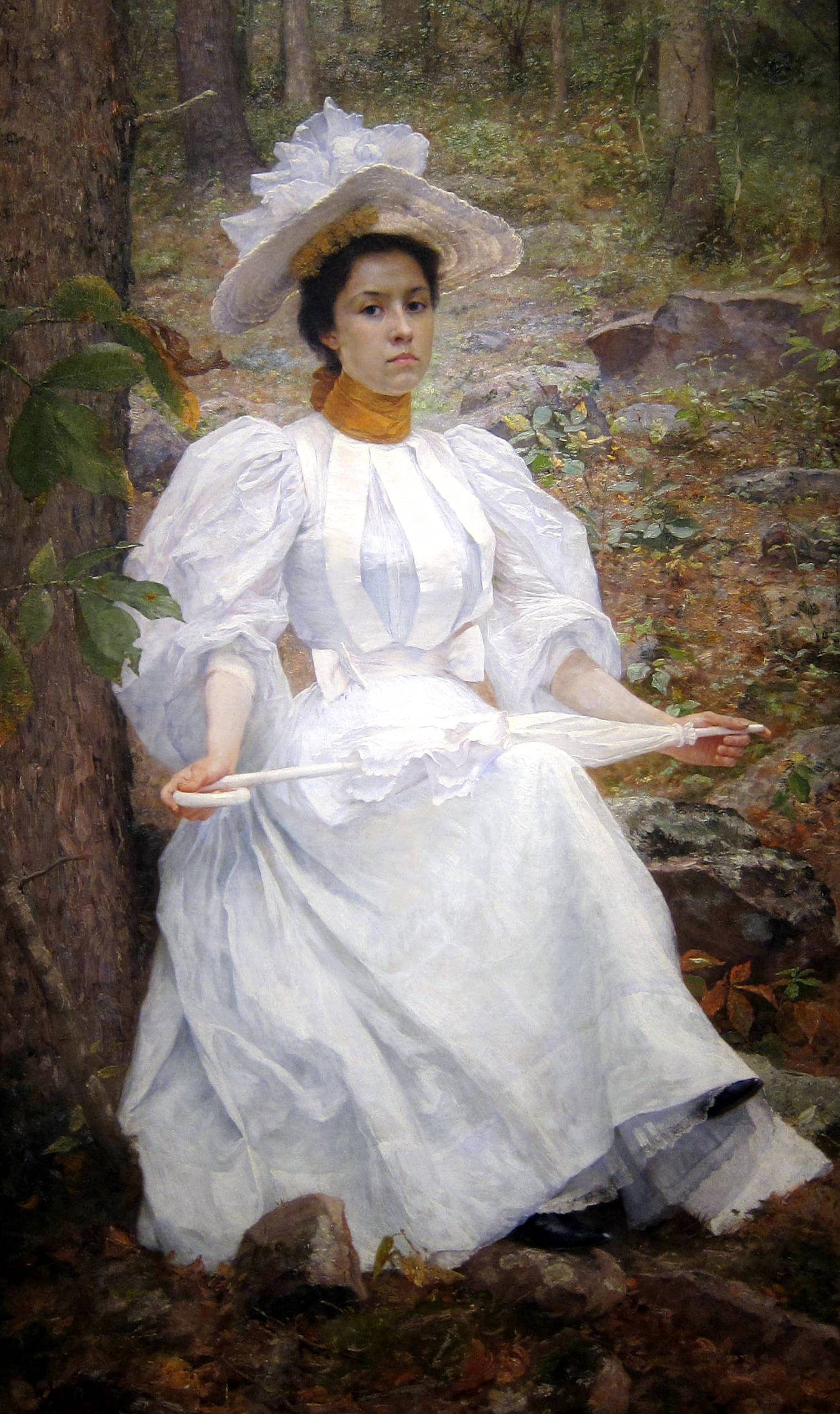
Sophie Hunter Colston

Né à Falling Water dans le comté de Berkeley (Virginie-Occidentale) en 1866, il commence sa formation artistique à l'âge de 14 ans à la Maryland Institute de Baltimore. À 17 ans, avec l'aide d'un oncle, il voyage jusqu'en Allemagne où il étudie le dessin et la peinture à l'Académie royale de Munich. Il restera en Europe jusqu'en 1896, où, alors âgé de trente ans, Leigh retourne aux États-Unis riche de son apprentissage. Il passe ensuite dix ans à New York où il travaille comme illustrateur pour le Collier's Weekly et le Scribner's Magazine. 
C'est finalement à partir de 1906 qu'il décidera de vivre son rêve d'enfant de voyager et de peindre l'Amérique et ça grâce à une offre du Sante Fe Railroad qui lui propose de voyager gratuitement en échange d'une toile sur le Grand Canyon. Il traverse alors le Nouveau Mexique et l'Arizona et produira en plus du tableau sur le Grand Canyon, cinq autres toiles achetées par la compagnie ferroviaire. Il fera ainsi plusieurs voyages mais n'est pas en déplacement permanent. Avec sa femme Ethel Traphagen, ils ouvrent la Traphagen School of Fashion à New York qui enseigne le stylisme.
Leigh fit plusieurs voyages dans tout l'Ouest américain d'où il ramène des carnets de voyages remplis de croquis sur la végétation, les paysages, les rochers, le ciel, ... Parmi ses sujets de prédilection les indiens Hopis et Navajos qu'il étudiera principalement de 1912 à 1926. Il profite à cette époque de l'apparition des tubes de peintures qui lui permettent de peindre en extérieur, en face du sujet.
En 1926, il participe à une expédition en Afrique dirigé par Carl Akeley d'où il ramena de nombreux dessins et études qu'il utilisera pour les dioramas de la salle africaine de l'American Museum of Natural History de New York.
Leigh est décédée en 1955, deux semaines après avoir été élu à la National Academy of Design. Ses œuvres furent principalement léguées par sa veuve au Gilcrease Institute of American History and Art de Tulsa (Oklahoma).